# 皮内达特拉斯蒙特
皮内达特拉斯蒙特，是西班牙卡斯蒂利亚-莱昂布尔戈斯省的一个市镇。总面积28平方公里，总人口175人（2001年），人口密度6人/平方公里。